# Užovka zelená
Užovka zelená (Opheodrys aestivus) je druh nejedovatého hmyzožravého hada z čeledi užovkovití. Přirozeně se vyskytuje od jihovýchodu Spojených států amerických až po severovýchod Mexika.

## Popis

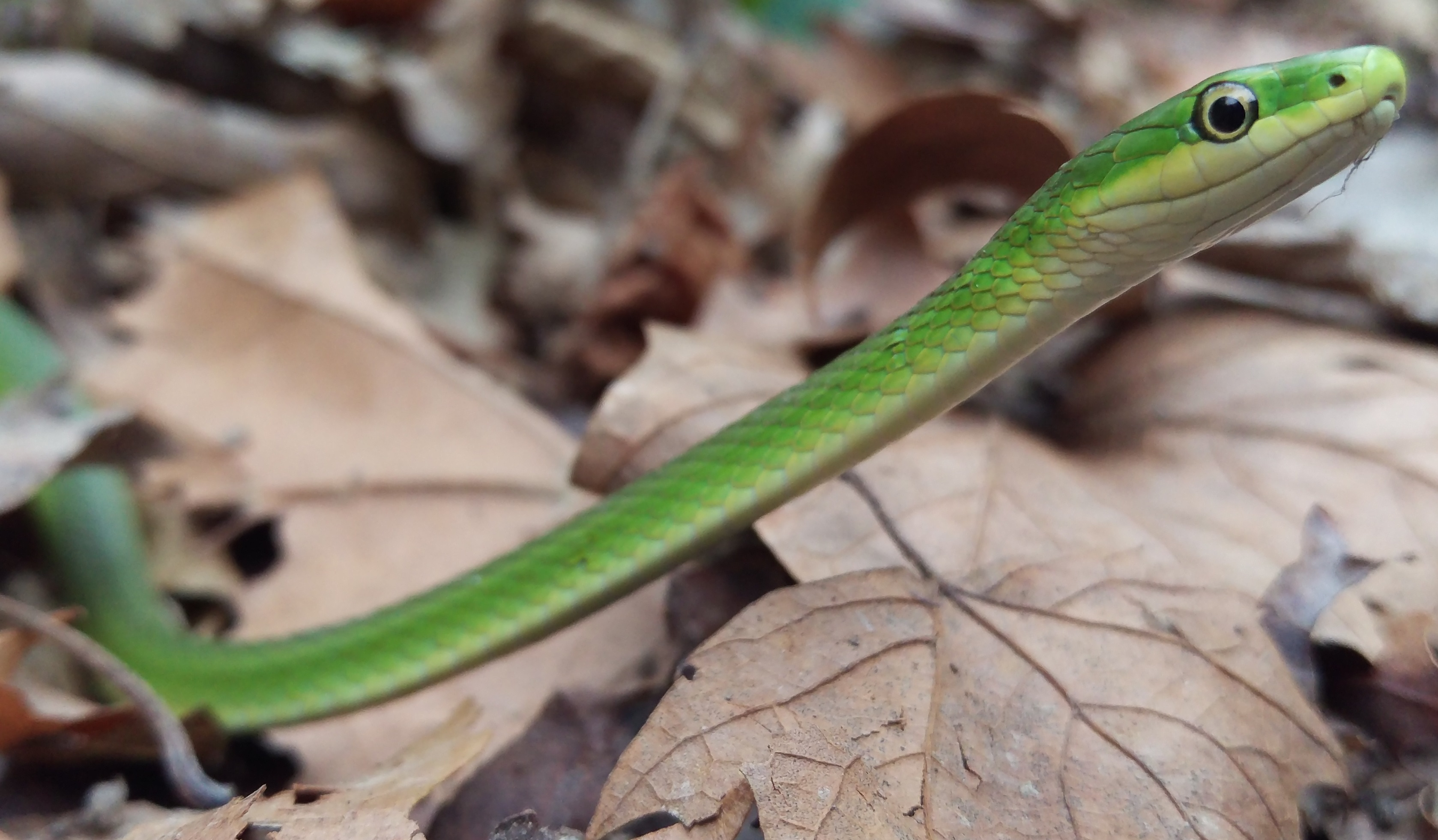
Nažloutlé zbarvení užovky zelené

Užovka zelená dorůstá délky okolo 1 metru, výjimečně i 120 cm, je velmi štíhlá. Její barva je sytě zelená jako tráva, s žlutým až bělavým břichem. Samci mají delší ocas, i když celkově jsou menší než samičky. Užovka zelená je velice aktivní had, který se nejvíce pohybuje ve dne. Díky štíhlému tělu a lezeckým dovednostem dobře šplhá. Zelené zbarvení ji dokonale maskuje v trávě. V noci často užovky zelené spí stočené v keřích, vinné révě nebo husté vegetaci. Během chladného počasí se často ukrývají na zemi a někdy je lze nalézt schované pod kládami nebo kameny.
Užovky zelené se páří na jaře a samice počátkem léta nakladou 3–12 vajíček, z nichž se po 20–25 dnech líhnou mladé užovky o délce kolem 15 cm.

## Výskyt

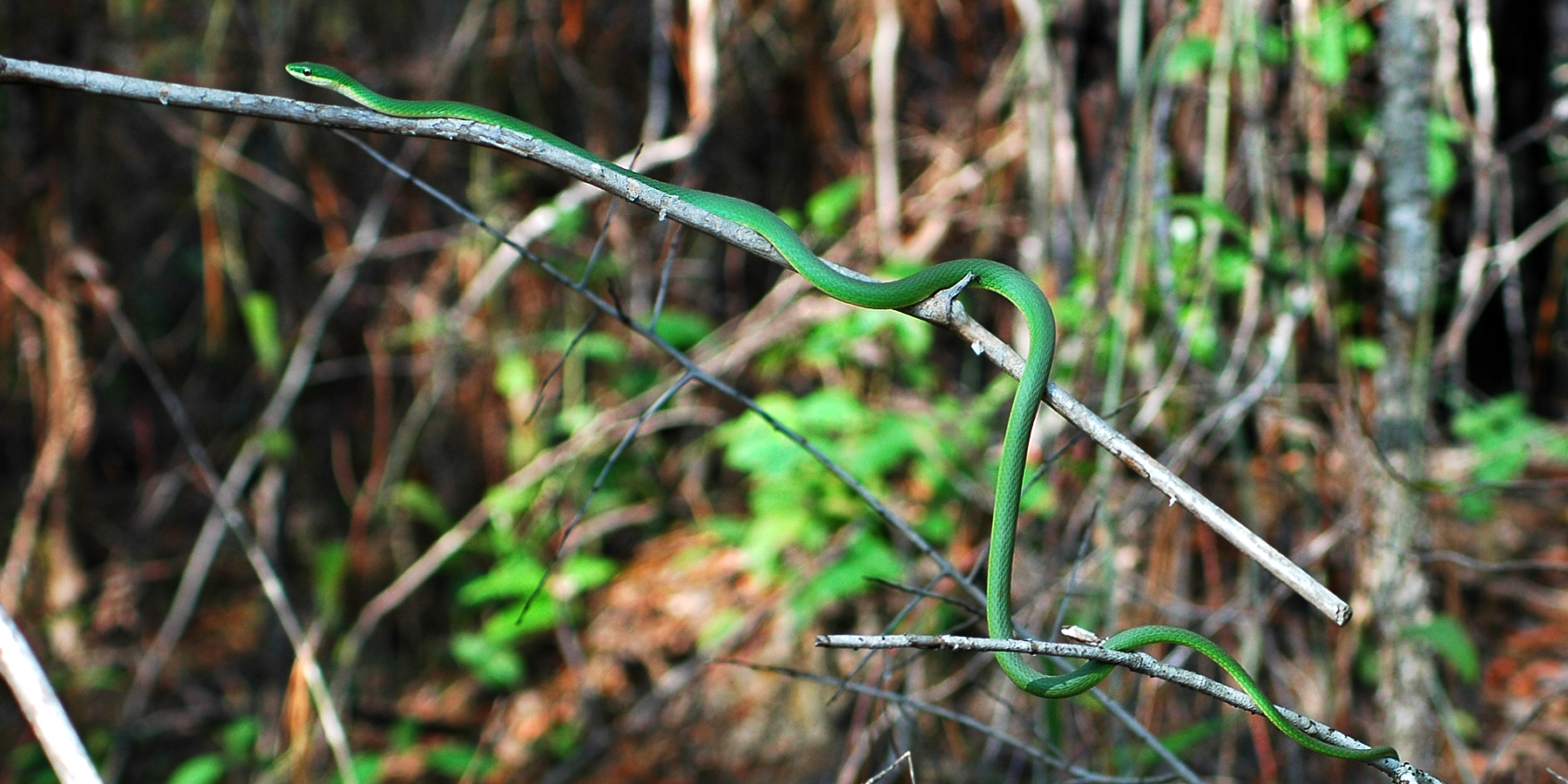
Celkový vzhled užovky zelené

Užovka zelená obývá vyšší patra vegetace, od přízemní vrstvy až po stromy a keře. Preferuje porosty v blízkosti vodních toků. Vyskytuje se v oblasti východních Spojených států, v pásu od Kansasu a Pensylvánie na severu až po Floridu a Texas na jihu. Vyskytuje se v rozmezí od nížin do nadmořské výšky 1500 m n. m.

## Potrava
Užovky zelené se živí především bezobratlými živočichy, zejména kobylkami, cvrčky a pavouky.

## Poddruhy
Užovka zelená má 2 uznávané poddruhy:
- Opheodrys aestivus ssp. aestivus – nominátní poddruh
- Opheodrys aestivus ssp. carinatus